# Joaquín Fernández Fernández
Joaquín Fernández Fernández (Santiago, 24 de octubre de 1891-Santiago, 9 de septiembre de 1979) fue un abogado, diplomático, empresario y político chileno. Destacó en esta última faceta gracias a su participación como ministro de Estado de los gobiernos de los presidentes Juan Antonio Ríos y Jorge Alessandri. Por otra parte, en 1931 ejerció como intendente de Aconcagua y en 1932 de Santiago.

## Familia y estudios
Nació en Santiago de Chile el 24 de octubre de 1891, hijo del también ministro e intendente Joaquín Fernández Blanco y de Carmen Rosa Fernández Concha. Realizó sus estudios primarios y secundarios en el Colegio de los Sagrados Corazones de la capital chilena y continuó los superiores ingresando a la Universidad de Chile, donde se tituló de abogado. Más tarde se especializó en derecho internacional en Francia y los Países Bajos.
Se casó en 1930 con Laura Salinas-Vega Torrico, con quien tuvo una hija.

## Carrera política y diplomática
Ingresó en 1916 a la carrera diplomática, actividad que le permitió trabajar en representaciones chilenas en varios países europeos y sudamericanos.
Fue intendente de Aconcagua en 1931 y de Santiago en 1932. El 1 de agosto de este último año, fue nombrado por el presidente de la Junta de Gobierno de la denominada «República Socialista de Chile», Carlos Dávila como titular del Ministerio del Interior, sirviendo como tal hasta el 12 de septiembre del mismo año.
De manera posterior, el 26 de octubre de 1942, fue nombrado por el presidente radical Juan Antonio Ríos como ministro de Relaciones Exteriores, función en la que permaneció hasta la muerte de Ríos, y las seguidas vicepresidencias asumidas por Alfredo Duhalde Vásquez, Vicente Merino Bielich, nuevamente por Duhalde y Juan Antonio Iribarren; hasta el 3 de noviembre de 1946. En este puesto Fernández Fernández fue protagonista central del proceso que terminó por desencadenar el rompimiento de las relaciones entre Chile y los países miembros del Eje, a saber, Alemania, Italia y Japón (Estado al que también se le declaró la guerra), en plena Segunda Guerra Mundial. Además se abrieron relaciones diplomáticas con la Unión Soviética, Chile pasó a formar parte de la Organización de las Naciones Unidas (ONU) y se organizó una extensa gira presidencial.
Entre 1946 y 1952, actuó nombrado por el presidente Gabriel González Videla como embajador de su país en París, Francia. Previo a ser canciller había ocupado el mismo cargo en Montevideo, Uruguay.
Una vez más, el 15 de abril de 1961, el presidente Jorge Alessandri lo llamó a servir como ministro de Defensa Nacional, cargo que ocupó hasta el 18 de julio de 1961.
Tras su salida del gobierno pasó al sector privado, donde desarrolló una intensa carrera empresarial. Falleció en Santiago el 9 de septiembre de 1979, a los 87 años.